# 土丁桂属
土丁桂属又名藍星花屬（学名：Evolvulus）是旋花科下的一个属，为草本、亚灌木或灌木植物。该属共有约100种，主要分布于美洲热带。